# Organisation du peuple armé
L'Organisation du peuple armé (en espagnol : Organización del Pueblo en Armas ; ORPA) est une organisation de guérilla du Guatemala active de 1979 à 1996. En février 1982, elle rejoint l'Unité révolutionnaire nationale guatémaltèque (URNG), une coalition de quatre groupes rebelles qui promeuvent une guerre populaire révolutionnaire qui négocie et signe les accords de paix avec le gouvernement et l'armée le 29 décembre 1996,.

## Histoire

### Débuts

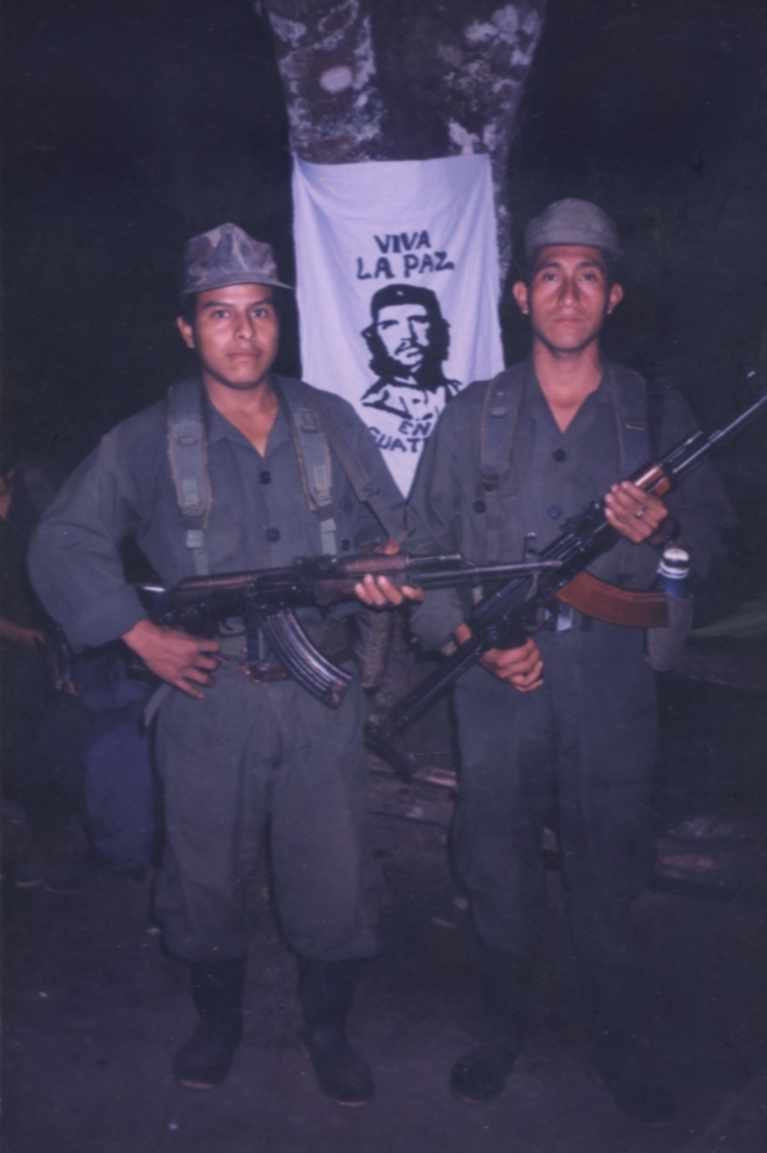
Des guérilleros de l'ORPA armés de fusils d'assaut russes AK-47.

Les prémices de l'Organisation du peuple armé (ORPA) remontent à 1971 alors que des dissidents des Forces armées rebelles (FAR) commencent à se réunir. Son commandant est alors Rodrigo Asturias Amado, fils du prix Nobel de littérature Miguel Ángel Asturias,.
L'ORPA commence dès 1972 à recruter des collaborateurs locaux pour constituer sa base sociale dans la région de San Marcos, qu'elle appellerait la « Résistance populaire paysanne », chargée de réaliser des opérations logistiques et des fonctions organisationnelles. Jusqu'en 1978, ses méthodes de travail sont caractérisées par la clandestinité et la sélectivité. À partir de 1979, lorsque l'ORPA devient connue publiquement, elle est présente dans des régions comme El Tablero et Sacuchúm,.
Le 18 septembre 1979, une unité de guérilla occupe militairement une caféière à Quetzaltenango, dans l'ouest du pays. Cette action et la diffusion d'un manifeste lancent officiellement l'action publique de l'ORPA, qui se définit comme « une organisation politico-militaire nationale, qui développe le processus de guerre populaire révolutionnaire de manière consciente, progressiste et responsable et qui, après plusieurs années de préparation dans la clandestinité, elle apparaît publiquement pour se joindre à la lutte du peuple guatémaltèque ».
L'ORPA opère principalement dans le centre, le sud et l'ouest du pays, faisant de la lutte contre le racisme un élément central de son programme politique et mettant un accent sur la participation de la population indigène au processus de guerre révolutionnaire.
À la fin des années 1970, l'ORPA établit un camp de guérilla sur la colline El Tumbador, située entre la municipalité d'El Tumbador (es) et la municipalité de San Pedro Sacatepéquez dans le San Marcos. Bien qu'avisés par leurs informateurs de l'existence de ces camps et de la probable collaboration entre la population locale et les rebelles, les services de renseignement militaires peinent à y accéder aisément,.

### Escalade des actions
Au début des années 1980, l'ORPA multiplie les attaques contre les forces de sécurité guatémaltèques, dont plusieurs sont fructueuses grâce à ses forces spéciales et ses cellules urbaines,,. L'ORPA privilégie l'occupation de fermes et de fincas ainsi que des attaques armées,,,,,. Malgré son déploiement, elle subit d'importantes pertes au cours des années suivantes, notamment en raison de l'infiltration de l'armée dans l'organisation.

### Désescalade des actions
Le 25 août 1996, un kidnapping orchestré par l'ORPA – sans l'autorisation de l'URNG – a pour effet de suspendre momentanément les négociations qui avaient cours avec le gouvernement,. Faisant l'objet d'une rançon de 6 millions de dollars, l'enlèvement demeure peu médiatisé et la kidnappée est libérée après deux mois, le 20 octobre,,. En réaction, l'URNG suspend ses activités armées pour ne pas mettre en péril les négociations entamées avec le gouvernement.